# Малое Тёмное Пятно
Малое Тёмное Пятно — циклон в южном полушарии Нептуна, одно из тёмных пятен. Было вторым пятном по размеру на планете (после Большого Тёмного Пятна) на момент пролёта космического аппарата «Вояджер-2» в 1989 году. Во время наблюдений Нептуна телескопом «Хаббл» в 1994 году шторм уже не был замечен.